# A Volta do Boêmio (canção)
"A Volta do Boêmio" é uma canção composta por Adelino Moreira em 1957. A canção permaneceu inédita por quatro anos. Ao ser lançada, obteve a marca de um milhão de cópias vendidas, cifra considerada "astronômica" para a época. Teve diversas outras regravações de artistas como Nelson Gonçalves, Cauby Peixoto, Agnaldo Rayol, Agnaldo Timóteo, Sidney Magal, Teixeirinha, Pery Ribeiro, Danilo Caymmi, Núbia Lafayette, Joanna, Carlos Alberto, Antônio Marcos, Moreira da Silva, Adilson Ramos, Pato Fu (no álbum Gol de Quem?), Bêbados Habilidosos, entre outros.